# Staro Selo (Velika Plana)
Staro Selo (srbsky Старо Село) je vesnice v centrální části Srbska, administrativně spadající pod opštinu Velika Plana. Leží na břehu řeky Velika Morava.
Z národnostního hlediska je obyvatelstvo v drtivé většině srbské národnosti (přes 97 %). Vzhledem k odlehlosti od větších měst zde nicméně prudce klesal v posledních desetiletích počet obyvatel (roku 2011 zde žilo 2292 osob). Ještě v roce 1981 zde žilo přes čtyři tisíce obyvatel.
Vesnice má excelentní dopravní spojení se zbytkem Srbska díky dálnici A1 a železniční trati z Bělehradu do Niše. V blízkosti Starého Sela stojí i nádraží.
V roce 1940 vesnici zasáhla povodeň.
Ve Starém Selu stojí Kostel nanebevzetí Páně (srbsky Црква Светог Вазнесења Господњег). Okolí vsi tvoří kulturní krajina, velkou část východně od Starého Sela ale zabírají stará slepá ramena řeky Veliké Moravy. Nedaleko od vesnice se nachází klášter Pokajna a v jeho blízkosti i Hotel Plana, jediný větší objekt na území obce.